# Манопело
Манопело (итал. Manoppello) је насеље у Италији у округу Пескара, региону Абруцо.
Према процени из 2011. у насељу је живело 889 становника. Насеље се налази на надморској висини од 234 м.

## Становништво
Према резултатима пописа становништва 2011. у општини је живело 7.008 становника.
| 1931. | 1936. | 1951. | 1961. | 1971. | 1981. | 1991. | 2001. | 2011. |
| ----- | ----- | ----- | ----- | ----- | ----- | ----- | ----- | ----- |
| 5.895 | 6.114 | 6.596 | 5.959 | 4.971 | 5.494 | 5.566 | 5.637 | 7.008 |

## Партнерски градови
- Шарлроа
- Casarano